# 卡比亚廖堡
卡比亚廖堡（義大利語：Castello Cabiaglio）是意大利瓦雷泽省的一个市镇。总面积7平方公里，人口544人，人口密度77.7人/平方公里（2009年）。国家统计（ISTAT）代码为012043。